# Sebastià Badia i Cerdà

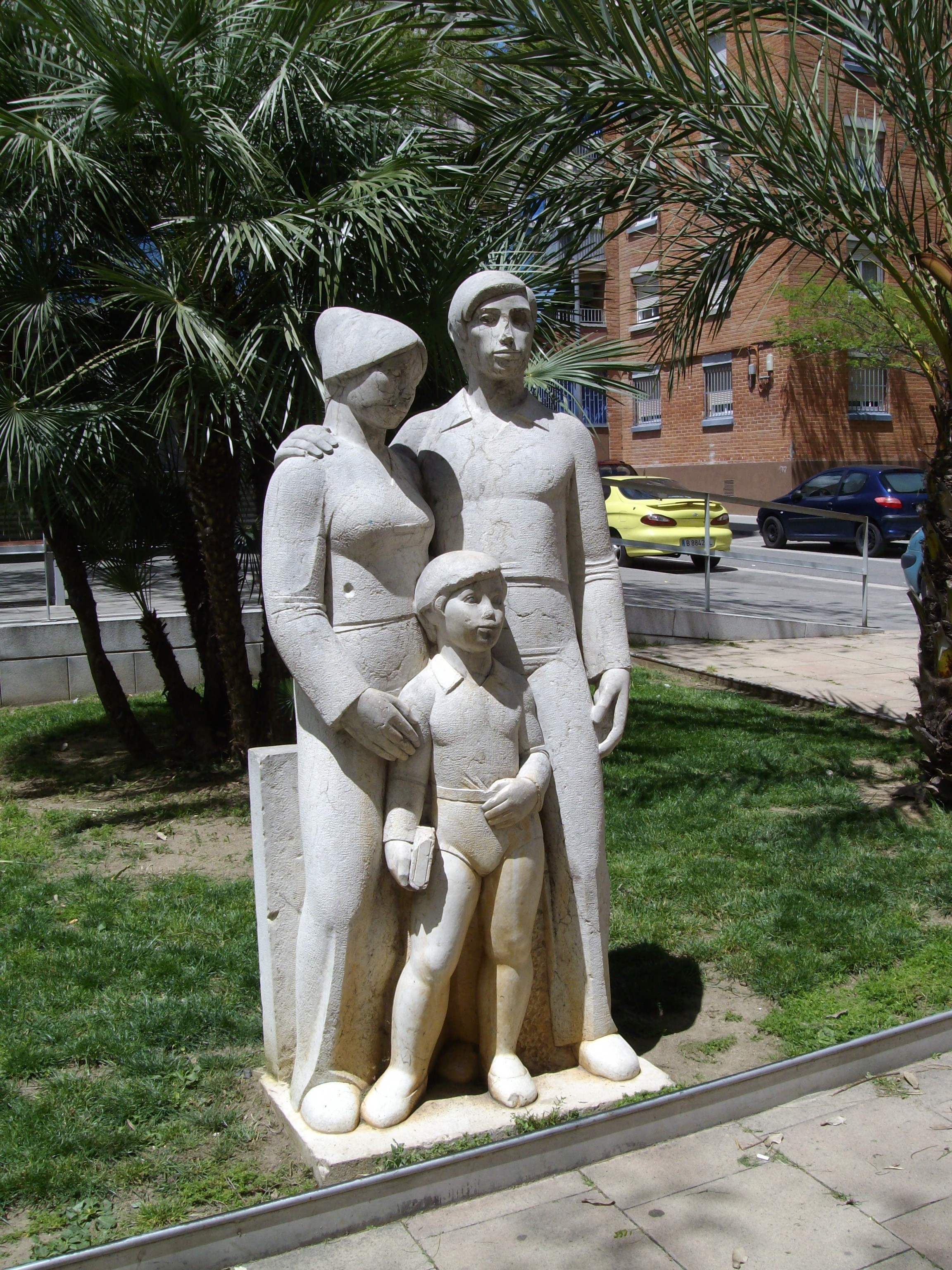
La Família, a la plaça Llívia de Sabadell

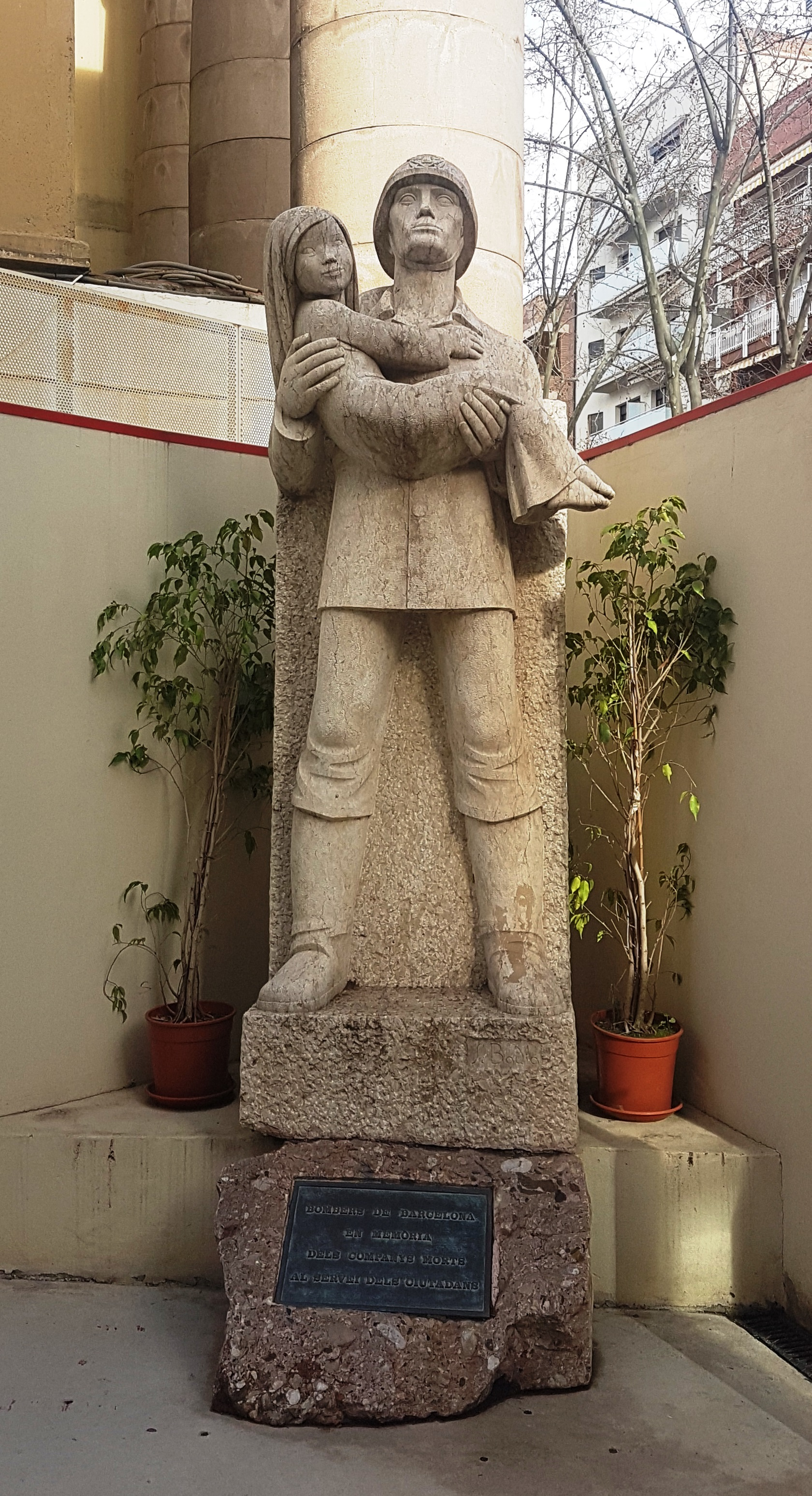
Monument al bomber, a l'emplaçament actual al carrer Lleida de Barcelona

Sebastià Badia i Cerdà (Caldes de Montbui, 1916 - 2009), un dels deixebles més remarcables de Manolo Hugué, va pintar fins al seu últim dia de vida. L'escultura i la pintura van ser una via per comunicar-se i entendre la llibertat. Els seus coneguts el recorden com un home vital i tranquil, serè, amb una vida plena com a artista. La seva obra ha comptat amb el reconeixement i l'admiració de la comunitat artística catalana, espanyola i d'arreu del món. D'entre els premis aconseguits, destaquen el Premi Sant Jordi, la Medalla d'Or de la Diputació de Barcelona amb mèrit artístic i la tercera medalla de l'Exposició Nacional de Belles Arts.

## Biografia
En la història de l'escultura moderna catalana, ocupa un espai distingit entre els artistes que, després de la Guerra Civil donaren continuïtat a la brillant escola d'escultura clàssica sorgida a la llum del període noucentista (1930-1936). Badia fou el deixeble més fidel de Manolo Hugué, testimoni avantatjat durant els últims setze anys de vida del gran escultor. Quan esclatà la Guerra, Sebastià Badia tenia vint anys, aquesta circumstància obligà a l'artista a interrompre la formació escultòrica i a prosseguir la seva trajectòria artística en solitari. Un cop finalitzada la Guerra, l'artista va iniciar-se en el camí de l'estatuària religiosa, la seva primera obra fou el Crist de Castelló d'Empúries. Arran de l'èxit d'aquest Crist, l'any 1943, Badia va fer la seva primera exposició individual a Barcelona, l'esdeveniment fou presentat per Manolo Hugué. En aquesta època, Sebastià encara rebia una gran influència de l'estil de Manolo tot i apuntar cap a un estil més personal, no va ser fins a la mort de Manolo l'any 1945, que l'escultura de Badia no va esdevenir radicalment diferent, dirigint-se cap a una escultura més freda, més volumètrica i arquitectònica, menys plàcida i naturalista. En aquest moment, Badia va començar a gaudir d'un període de plenitud, ja que rebé nombrosos encàrrecs i el reconeixement institucional.
En el context dels anys posteriors a la Guerra Civil, en que el poder eclesiàstic, reeixit, necessita reconstruir bona part dels seus temples, Badia es va erigir com un escultor d'obres religioses molt valorat a les comarques de Barcelona, fent diverses intervencions a Barcelona, Granollers, Caldes de Montbui o Mollet del Vallès. El 1953 el Museu d'Art Modern de Barcelona (l'actual MNAC) adquireix Les xafarderes, premiada a l'Exposició Municipal de Primavera de Barcelona. Seria el primer d'una sèrie de premis que li anirien arribant en el transcurs d'aquella dècada, tant a Catalunya, com a nivell internacional. Fou també en aquest moment, quan li encarregaren l'ambiciós projecte de crear el retaule de Sant Esteve de l'església parroquial de Granollers, obra cabdal en la seva trajectòria, que el mantingué ocupat durant onze anys de la seva vida.
Al llarg de la seva carrera, Badia representarà constantment la bellesa femenina, els oficis i les tradicions i en general, la condició humana, en fusta, pedra d'Ulldecona, argila, bronze o fins i tot marfil. Els darrers anys de la seva vida es va dedicar al paisatgisme pictòric, iniciat ja de ben jovenet, quan voltava pels afores del Mas Manolo tot esperant el seu mestre. Amb tècnica pacient i elaborada, Badia dotava les obres d'un cromatisme vivaç i una composició racional amb una fresca transparència gairebé impressionista.

### Fill predilecte de Caldes de Montbui
El pintor i escultor calderí va ser nomenat fill de predilecte de la vila Caldes de Montbui en un acte el 21 de març de l'any 2009. L'acte va retre homenatge a tota una vida conduïda amb honestedat i constància i que, sumada a la genialitat artística, ha convertit Badia en una persona estimada i admirada arreu.
Poc després de lliurar a Badia 
el títol de Fill predilecte de Caldes de Montbui, sortia al carrer 
l'obra Sebastià Badia i Cerdà, una obra que encara el Museu exhibeix amb orgull i que va ser possible gràcies a diferents col·lectius i persones implicades: la família, l'Albert Badia i, per descomptat, la seva dona, la Rosa Viaplana; la Comissió Sebastià Badia; i particulars que van 
col·laborar en el complex procés de reunir els recursos, les imatges i 
la informació necessària per tirar endavant aquesta publicació.
El neguit per fer aquesta publicació sobre l'obra de l'artista calderí 
va néixer de la Comissió Sebastià Badia, amb l'objectiu de situar 
l'artista en el lloc que li pertoca dins la història de l'art catalana. L'any 2009, Ajuntament i Comissió van presentar aquest llibre titulat 
Sebastià Badia i Cerdà, on es fa un recorregut exhaustiu per la seva 
trajectòria pictòrica i escultòrica
El llibre recull i cataloga l'obra de Sebastià Badia amb l'objectiu de 
trobar una font comuna i fidedigna sobre la seva trajectòria artística.
És, per tant, una obra de divulgació sobre una figura importantíssima dins l'art contemporani català. Els texts els signen Albert Mercadé i Ramon Vilanova i les fotografies són de Jordi Serra, fetes especialment 
per a l'edició del llibre.

### Obra més significativa
L'obra més important signada per l'escultor és el Retaule que podem 
veure visitant l'Església de Sant Esteve, a Granollers (Barcelona). Aquesta obra gegantina fa 25 metres de llarg i compta amb 51 figures que superen les mides naturals. A Sebastià Badia se li va encarregar la 
construcció del retaule l'any 1955 i el va lliurar acabat l'any 1966.

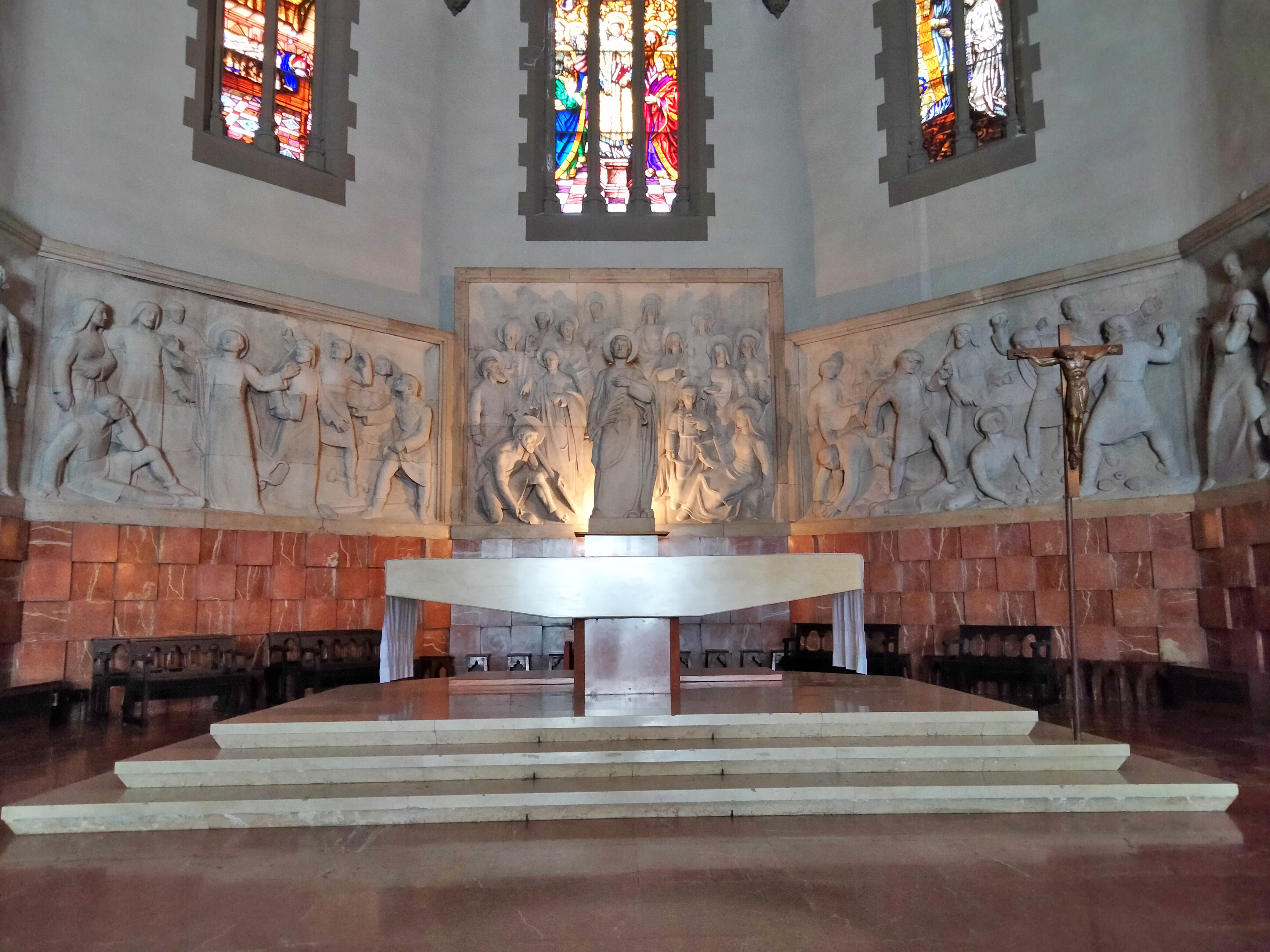
Altar major i retaule de l'església de Sant Esteve de Granollers

Precisament l'any 1955 va ser un dels més importants per a l'artista. La seva obra Hivern va fer que la Generalitat de Catalunya el nomenés Premi Sant Jordi. Aquell mateix any, la Diputació de Barcelona li va lliurar la Medalla d'Or al Mèrit Artístic.
Una altra obra que cal mencionar si es parla del Badia escultor és el 
Crist davant la creu que es troba a l'Església arxiprestal de Castelló d'Empúries (Girona). La importància d'aquesta peça de fusta que mesura 240 cm rau en el fet que va ser la primera talla de fusta gegantina feta per l'escultor quan només tenia 24 anys.
Per la resta, Badia ha estat un artista prolífic i d'una serena genialitat en les seves creacions que l'ha portat a exposar arreu de l'Estat i del món. Té obres al MACBA; al Museu de Arte Contemporàneo, de Madrid; de Granollers; de Vilabertran, de Girona i de Caldes de Montbui.
També ha participat en exposicions col·lectives de Barcelona, Madrid, La Havana, Grenoble, Lió i París, entre d'altres. Ha fet exposicions individuals a Barcelona, Girona i París, també entre d'altres.
A més té obres a altres esglésies i llocs públics, com a les esglésies del Pi, de Barcelona; de Figueres, de Girona; de Caldes de Montbui i de Sant Sebastià de Montmajor. Altes obres a espais públics són el Monument al Bomber (Barcelona), la Font dels Catalans (Sant Sebastià) i Maternitat, als Jardins Verdaguer de Montjuïc (Barcelona). Altres ciutats que tenen escultures seves als carrers són La Pobla de Segur (Lleida), Sabadell, Bellaterra i Caldes de Montbui (Barcelona).